# Borut Mačkovšek
Boru Mačkovšek (født 11. september 1992) er en slovensk håndboldspiller, som spiller i Veszprém KC og for Sloveniens herrehåndboldlandshold.